# Wahlkreis Vercelli (Camera dei deputati)
Der Wahlkreis Vercelli war von 1993 bis 2005 und ist seit 2017 wieder ein Wahlkreis (italienisch collegio elettorale) für die Wahl der Abgeordnetenkammer.

## Von 1993 bis 2005

### Wahlkreisgebiet
Der Wahlkreis umfasste 52 Gemeinden: Albano Vercellese, Alice Castello, Arborio, Asigliano Vercellese, Balocco, Bianzè, Borgo d’Ale, Borgo Vercelli, Buronzo, Caresana, Caresanablot, Carisio, Casanova Elvo, Cigliano, Collobiano, Costanzana, Crescentino, Crova, Desana, Fontanetto Po, Formigliana, Ghislarengo, Greggio, Lamporo, Lenta, Lignana, Livorno Ferraris, Moncrivello, Motta de’ Conti, Olcenengo, Oldenico, Palazzolo Vercellese, Pertengo, Pezzana, Prarolo, Quinto Vercellese, Rive, Ronsecco, Rovasenda, Salasco, Sali Vercellese, Saluggia, San Germano Vercellese, San Giacomo Vercellese, Santhià, Stroppiana, Tricerro, Trino, Tronzano Vercellese, Vercelli, Villarboit und Villata.

### Wahlergebnisse

#### Parlamentswahl 1994

##### Direktstimmen
| Kandidaten               | Kandidaten                 | Parteien                                 | Stimmen | %    |
| ------------------------ | -------------------------- | ---------------------------------------- | ------- | ---- |
|                          | Roberto Rossogewählt       | Polo delle Libertà (FI – LN – CCD – UdC) | 45.423  | 48,5 |
|                          | Gabriele Maurizio Bagnasco | Progressisti                             | 25.974  | 27,7 |
|                          | Piero Giuseppe Barbonaglia | Patto per l’Italia                       | 13.106  | 14,0 |
|                          | Alberto Cortopassi         | Alleanza Nazionale                       | 9.187   | 9,8  |
| Gesamt                   | Gesamt                     | Gesamt                                   | 93.690  | 100  |
|                          |                            |                                          |         |      |
| Ungültige Stimmen        | Ungültige Stimmen          | Ungültige Stimmen                        | 8.491   | 8,3  |
| Wähler                   | Wähler                     | Wähler                                   | 102.181 | 90,7 |
| Wahlberechtigte          | Wahlberechtigte            | Wahlberechtigte                          | 112.704 |      |
|                          |                            |                                          |         |      |
| Quelle: Innenministerium |                            |                                          |         |      |

##### Listenstimmen
| Parteien                             | Parteien             | Parteien                           | Stimmen | %    |
| ------------------------------------ | -------------------- | ---------------------------------- | ------- | ---- |
|                                      | Polo delle Libertà   | Forza Italia                       | 29.221  | 30,7 |
| Lega Nord                            | Polo delle Libertà   | 14.130                             | 14,8    |      |
| ↳ Gesamt                             | Polo delle Libertà   | 43.351                             | 45,6    |      |
|                                      | Progressisti         | Partito Democratico della Sinistra | 15.033  | 15,8 |
| Partito della Rifondazione Comunista | Progressisti         | 6.815                              | 7,2     |      |
| Federazione dei Verdi                | Progressisti         | 3.154                              | 3,3     |      |
| Partito Socialista Italiano          | Progressisti         | 1.510                              | 1,6     |      |
| Alleanza Democratica                 | Progressisti         | 1.292                              | 1,4     |      |
| La Rete                              | Progressisti         | 674                                | 0,7     |      |
| ↳ Gesamt                             | Progressisti         | 28.478                             | 29,9    |      |
|                                      | Patto per l’Italia   | Partito Popolare Italiano          | 10.977  | 11,5 |
|                                      | Alleanza Nazionale   | Alleanza Nazionale                 | 7.766   | 8,2  |
|                                      | Lista Marco Pannella | Lista Marco Pannella               | 4.582   | 4,8  |
| Gesamt                               | Gesamt               | Gesamt                             | 95.154  | 100  |
|                                      |                      |                                    |         |      |
| Ungültige Stimmen                    | Ungültige Stimmen    | Ungültige Stimmen                  | 7.023   | 6,9  |
| Wähler                               | Wähler               | Wähler                             | 102.177 | 90,7 |
| Wahlberechtigte                      | Wahlberechtigte      | Wahlberechtigte                    | 112.704 |      |
|                                      |                      |                                    |         |      |
| Quelle: Innenministerium             |                      |                                    |         |      |

#### Parlamentswahl 1996

##### Direktstimmen
| Kandidaten               | Kandidaten                       | Parteien               | Stimmen | %    |
| ------------------------ | -------------------------------- | ---------------------- | ------- | ---- |
|                          | Roberto Rossogewählt             | Polo per le Libertà    | 37.245  | 41,2 |
|                          | Giovanni Tricerri                | L’Ulivo                | 34.174  | 37,8 |
|                          | Francesco Giuseppe Carlo Borasio | Lega Nord              | 17.355  | 19,2 |
|                          | Francesco Radaelli               | Alleanza per il Centro | 1.531   | 1,7  |
| Gesamt                   | Gesamt                           | Gesamt                 | 90.305  | 100  |
|                          |                                  |                        |         |      |
| Ungültige Stimmen        | Ungültige Stimmen                | Ungültige Stimmen      | 8.624   | 8,7  |
| Wähler                   | Wähler                           | Wähler                 | 98.929  | 88,2 |
| Wahlberechtigte          | Wahlberechtigte                  | Wahlberechtigte        | 112.183 |      |
|                          |                                  |                        |         |      |
| Quelle: Innenministerium |                                  |                        |         |      |

##### Listenstimmen
| Parteien                                          | Parteien                             | Parteien                             | Stimmen | %    |
| ------------------------------------------------- | ------------------------------------ | ------------------------------------ | ------- | ---- |
|                                                   | Polo per le Libertà                  | Forza Italia                         | 25.809  | 28,2 |
| Alleanza Nazionale                                | Polo per le Libertà                  | 11.026                               | 12,1    |      |
| CCD – CDU                                         | Polo per le Libertà                  | 2.814                                | 3,1     |      |
| ↳ Gesamt                                          | Polo per le Libertà                  | 39.649                               | 43,4    |      |
|                                                   | L’Ulivo                              | Partito Democratico della Sinistra   | 16.739  | 18,3 |
| Popolari per Prodi (PPI – SVP – PRI – UD – Prodi) | L’Ulivo                              | 6.474                                | 7,1     |      |
| Federazione dei Verdi                             | L’Ulivo                              | 2.246                                | 2,5     |      |
| ↳ Gesamt                                          | L’Ulivo                              | 25.459                               | 27,8    |      |
|                                                   | Lega Nord                            | Lega Nord                            | 15.516  | 17,0 |
|                                                   | Partito della Rifondazione Comunista | Partito della Rifondazione Comunista | 8.075   | 8,8  |
|                                                   | Lista Pannella – Sgarbi              | Lista Pannella – Sgarbi              | 2.108   | 2,3  |
|                                                   | Mani Pulite                          | Mani Pulite                          | 616     | 0,7  |
| Gesamt                                            | Gesamt                               | Gesamt                               | 91.423  | 100  |
|                                                   |                                      |                                      |         |      |
| Ungültige Stimmen                                 | Ungültige Stimmen                    | Ungültige Stimmen                    | 7.512   | 7,6  |
| Wähler                                            | Wähler                               | Wähler                               | 98.935  | 88,2 |
| Wahlberechtigte                                   | Wahlberechtigte                      | Wahlberechtigte                      | 112.183 |      |
|                                                   |                                      |                                      |         |      |
| Quelle: Innenministerium                          |                                      |                                      |         |      |

#### Parlamentswahl 2001

##### Direktstimmen
| Kandidaten               | Kandidaten               | Parteien           | Stimmen | %    |
| ------------------------ | ------------------------ | ------------------ | ------- | ---- |
|                          | Valter Zanettagewählt    | Casa delle Libertà | 41.275  | 47,6 |
|                          | Claudia Demarchi         | L’Ulivo            | 34.571  | 39,8 |
|                          | Pietro Luca Oddo         | Lista Emma Bonino  | 3.192   | 3,7  |
|                          | Marco Bellaguardia       | Lista Di Pietro    | 3.049   | 3,5  |
|                          | Massimo Bosso            | Fiamma Tricolore   | 2.432   | 2,8  |
|                          | Giovanni Franco Giuliano | Democrazia Europea | 2.263   | 2,6  |
| Gesamt                   | Gesamt                   | Gesamt             | 86.782  | 100  |
|                          |                          |                    |         |      |
| Ungültige Stimmen        | Ungültige Stimmen        | Ungültige Stimmen  | 7.441   | 7,9  |
| Wähler                   | Wähler                   | Wähler             | 94.223  | 85,6 |
| Wahlberechtigte          | Wahlberechtigte          | Wahlberechtigte    | 110.112 |      |
|                          |                          |                    |         |      |
| Quelle: Innenministerium |                          |                    |         |      |

##### Listenstimmen
| Parteien                               | Parteien                             | Parteien                             | Stimmen | %    |
| -------------------------------------- | ------------------------------------ | ------------------------------------ | ------- | ---- |
|                                        | Casa delle Libertà                   | Forza Italia                         | 30.230  | 34,9 |
| Alleanza Nazionale                     | Casa delle Libertà                   | 7.052                                | 8,1     |      |
| Lega Nord                              | Casa delle Libertà                   | 4.590                                | 5,3     |      |
| Nuovo PSI                              | Casa delle Libertà                   | 2.296                                | 2,6     |      |
| CCD – CDU                              | Casa delle Libertà                   | 1.756                                | 2,0     |      |
| ↳ Gesamt                               | Casa delle Libertà                   | 45.924                               | 53,0    |      |
|                                        | L’Ulivo                              | Democratici di Sinistra              | 13.479  | 15,6 |
| La Margherita (Dem – PPI – RI – Udeur) | L’Ulivo                              | 11.313                               | 13,1    |      |
| Partito dei Comunisti Italiani         | L’Ulivo                              | 1.950                                | 2,3     |      |
| Il Girasole (FdV – SDI)                | L’Ulivo                              | 1.604                                | 1,9     |      |
| ↳ Gesamt                               | L’Ulivo                              | 28.346                               | 32,7    |      |
|                                        | Partito della Rifondazione Comunista | Partito della Rifondazione Comunista | 4.233   | 4,9  |
|                                        | Lista Emma Bonino                    | Lista Emma Bonino                    | 2.915   | 3,4  |
|                                        | Lista Di Pietro                      | Lista Di Pietro                      | 2.813   | 3,2  |
|                                        | Democrazia Europea                   | Democrazia Europea                   | 1.242   | 1,4  |
|                                        | Fiamma Tricolore                     | Fiamma Tricolore                     | 1.116   | 1,3  |
|                                        | Abolizione Scorporo                  | Abolizione Scorporo                  | 71      | 0,1  |
| Gesamt                                 | Gesamt                               | Gesamt                               | 86.660  | 100  |
|                                        |                                      |                                      |         |      |
| Ungültige Stimmen                      | Ungültige Stimmen                    | Ungültige Stimmen                    | 7.564   | 8,0  |
| Wähler                                 | Wähler                               | Wähler                               | 94.224  | 85,6 |
| Wahlberechtigte                        | Wahlberechtigte                      | Wahlberechtigte                      | 110.112 |      |
|                                        |                                      |                                      |         |      |
| Quelle: Innenministerium               |                                      |                                      |         |      |

## Von 2017 bis 2020

### Wahlkreisgebiet
Der Wahlkreis umfasste Gemeinden: 

### Wahlergebnisse

#### Parlamentswahl 2018
| Kandidaten               | Kandidaten            | Stimmen | %    | Listen                         | Stimmen | %    |
| ------------------------ | --------------------- | ------- | ---- | ------------------------------ | ------- | ---- |
|                          | Paolo Tiramanigewählt | 61.856  | 47,1 | Lega                           | 32.659  | 24,9 |
| Forza Italia             | Paolo Tiramanigewählt | 61.856  | 47,1 | 21.806                         | 16,6    |      |
| Fratelli d’Italia        | Paolo Tiramanigewählt | 61.856  | 47,1 | 5.936                          | 4,5     |      |
| Noi con l’Italia – UDC   | Paolo Tiramanigewählt | 61.856  | 47,1 | 1.455                          | 1,1     |      |
|                          | Paolo Maria Mosca     | 32.018  | 24,4 | Movimento 5 Stelle             | 32.018  | 24,4 |
|                          | Luigi Bobba           | 28.987  | 22,1 | Partito Democratico            | 24.371  | 18,5 |
| +Europa                  | Luigi Bobba           | 28.987  | 22,1 | 3.674                          | 2,8     |      |
| Italia Europa Insieme    | Luigi Bobba           | 28.987  | 22,1 | 509                            | 0,4     |      |
| Civica Popolare          | Luigi Bobba           | 28.987  | 22,1 | 433                            | 0,3     |      |
|                          | Marco Rossi           | 3.693   | 2,8  | Liberi e Uguali                | 3.693   | 2,8  |
|                          | Paolo Michelone       | 1.812   | 1,4  | CasaPound Italia               | 1.812   | 1,4  |
|                          | Marco Orilia          | 1.080   | 0,8  | Potere al Popolo!              | 1.080   | 0,8  |
|                          | Monia Ghiraldi        | 841     | 0,6  | Italia agli Italiani (FT – FN) | 841     | 0,6  |
|                          | Elisa Maria Tacchelli | 637     | 0,5  | Il Popolo della Famiglia       | 637     | 0,5  |
|                          | Paolo Fabiani         | 469     | 0,4  | Partito Valore Umano           | 469     | 0,4  |
| Gesamt                   | Gesamt                | 131.393 | 100  |                                | 131.393 | 100  |
|                          |                       |         |      |                                |         |      |
| Ungültige Stimmen        | Ungültige Stimmen     | 4.990   | 3,7  |                                |         |      |
| Wähler                   | Wähler                | 136.383 | 73,9 |                                |         |      |
| Wahlberechtigte          | Wahlberechtigte       | 184.620 |      |                                |         |      |
|                          |                       |         |      |                                |         |      |
| Quelle: Innenministerium |                       |         |      |                                |         |      |

## Seit 2020

### Wahlkreisgebiet
| Wahlkreise – Camera dei deputati – Piemont | Wahlkreise – Camera dei deputati – Piemont  | Wahlkreise – Camera dei deputati – Piemont |
| Provinz                                    | Provinz                                     | Gemeinden nach Provinzen ⮞ Wahlkreis |
| ------------------------------------------ | ------------------------------------------- | --- |
|                                            | Metropolitanstadt Turin (312 Gemeinden)     | Teil Turins ⮞ Wahlkreis Turin – Circoscrizione 2 Teil Turins ⮞ Wahlkreis Turin – Circoscrizione 3 186 ⮞ Wahlkreis Chieri 22 ⮞ Wahlkreis Collegno 103 ⮞ Wahlkreis Moncalieri |
|                                            | Provinz Alessandria (187 Gemeinden)         | alle ⮞ Wahlkreis Alessandria |
|                                            | Provinz Asti (118 Gemeinden)                | alle ⮞ Wahlkreis Asti |
|                                            | Provinz Biella (74 Gemeinden)               | alle ⮞ Wahlkreis Vercelli |
|                                            | Provinz Cuneo (247 Gemeinden)               | 169 ⮞ Wahlkreis Cuneo 78 ⮞ Wahlkreis Asti |
|                                            | Provinz Novara (87 Gemeinden)               | 78 ⮞ Wahlkreis Novara 9 ⮞ Wahlkreis Vercelli |
|                                            | Provinz Verbano-Cusio-Ossola (74 Gemeinden) | alle ⮞ Wahlkreis Novara |
|                                            | Provinz Vercelli (82 Gemeinden)             | alle ⮞ Wahlkreis Vercelli |

Der Wahlkreis umfasst 165 Gemeinden: 
- alle 82 Gemeinden der Provinz Vercelli;
- alle 74 Gemeinden der Provinz Biella;
- 9 Gemeinden der Provinz Novara.